# Live at Hammersmith '82!
Live at Hammersmith '82! é um álbum ao vivo da banda Duran Duran. Originalmente gravado no Hammersmith Odeon em 6 de Outubro de 1982, foi lançado pela EMI em 21 de Setembro de 2009 em CD e DVD Duplo.
Foi gravado pela BBC e lançado de várias formas, incluindo uma em vinil. Além disso, pode ser encontrado em alguns bootlegs da banda como "Planet Heart".
A versão ao vivo de "Make Me Smile (Come Up and See Me)", música de Steve Harley e Cockney Rebel, foi eventualmente lançada no Reino Unido como b-side de "The Reflex".
A versão lançada em CD/DVD possui alguns arquivos extras nunca lançados anteriormente pelo grupo em DVD, como alguns vídeos no Top of the Pops, inclusive.
O lançamento de Live at Hammersmith 82 coincide com o aniversário de lançamento de Rio.

## Faixas

### CD/DVD
1. "Rio"
2. "Hungry Like The Wolf"
3. "Night Boat"
4. "New Religion"
5. "Save a Prayer"
6. "Planet Earth"
7. "Friends of Mine"
8. "Careless Memories"
9. "Make Me Smile (Come Up and See Me)"
10. "Girls On Film"

### DVD Extras
1. "My Own Way"
2. "Hungry Like The Wolf"
3. "Save a Prayer"
4. "Lonely In Your Nightmare"
5. "Rio"
6. "The Chauffeur"
7. "Hungry Like The Wolf" Top of the Pops, 13 de Maio de 1982
8. "Rio" Top of the Pops, 18 de Novembro de 1982